# Прессли, Энн
Энн Пре́ссли (англ. Anne Pressly; 28 августа 1982, Бьюфорт, Южная Каролина, США — 25 октября 2008, Литл-Рок, Арканзас, США) — американская журналистка, телеведущая и актриса.

## Биография

### Ранние годы
Энн Пресли родилась 28 августа 1982 года в Бьюфорте (штат Южная Каролина, США) в семье Брэнтли Филиппса-Прессли и Патриши Кэннади. Родители Энн развелись вскоре после её рождения и она вместе со своей матерью, повторно вышедшей замуж, переехала в Литл-Рок (штат Арканзас, США).
Энн окончила «Rhodes College» со степенью бакалавра политологии.

### Карьера
Энн начала карьеру журналистки и телеведущей в 2004 году.
В 2008 году она дебютировала как актриса, сыграв роль Энн Калтер в фильме «Буш».

### Нападение и смерть
20 октября 2008 года во время ограбления дома Пресли в Литл-Роке (штат Арканзас, США) её избил и изнасиловал Кёртис Лавелл Венс. На следующие утро мать Энн Патриша Кеннади не могла до неё дозвониться. Полиция, прибывшая по вызову около 4:30 утра, обнаружила тело Энн в постели.
Она была госпитализирована в «St. Vincent Infirmary Medical Center», где 25 октября 2008 года скончалась от травм, несовместимых с жизнью и была похоронена 30 октября 2008 года.
26 ноября 2008 года полицией был официально объявлен убийца Прессли — Кёртис Лавелл Венс. Также были доказаны другие многочисленные преступления мужчины и в итоге он получил пожизненное заключение без права на досрочное освобождение. 2 июня 2011 года Верховный суд Арканзаса отклонил апелляцию Венса на пересмотр дела.

### Личная жизнь
Прессли не была замужем и не имела детей.

## Фильмография
| Год  |   | Русское название | Оригинальное название | Роль       |
| ---- | - | ---------------- | --------------------- | ---------- |
| 2008 | ф | Буш              | W.                    | Энн Калтер |